# Vlag van Muiderberg

Dorpsvlag van Muiderberg

De vlag van Muiderberg bestaat uit de kleuren geel, blauw, rood en wit. Het ontwerp is van Klaes Sierksma, destijds voorzitter van de Stichting voor Banistiek en Heraldiek en woonachtig in Muiderberg.
Bij raadsbesluit van 28 augustus 1986 werd de vlag officieel erkend. Op 25 september 1986 droeg Sierksma de kopierechten over aan de gemeente Muiden, waar Muiderberg destijds deel van uitmaakte.
Abbekerk
· Assendelft
· Bergen
· Bovenkarspel
· Buitenveldert
· Bussum
· De Rijp
· Driemond
· Groet
· Grootschermer
· Graft
· Hauwert
· Huisduinen
· Julianadorp
· Koog aan de Zaan
· Krommenie
· Krommeniedijk
· Lambertschaag
· Marken
· Middelie
· Muiden
· Muiderberg
· Naarden
· Nauerna
· Nibbixwoud
· Nieuw-Vennep
· Omval
· Opperdoes
· Rijsenhout
· Sijbekarspel
· Sint Pancras
· Sloten
· Spaarndam
· Vogelenzang
· Weesp
· Wijk aan Zee
· Wormerveer
· Zaandijk
· Zwaagdijk-West